# Socotá (kommun)
Socotá är en kommun i Colombia.   Den ligger i departementet Boyacá, i den centrala delen av landet, 220 km nordost om huvudstaden Bogotá. Antalet invånare är 10 295.